# Eburia juanitae
Eburia juanitae es una especie de escarabajo longicornio del género Eburia, tribu Eburiini, familia Cerambycidae. Fue descrita científicamente por Chemsak & Linsley en 1970.
Se distribuye por México.

## Descripción
La especie mide 18,1-26 milímetros de longitud. El período de vuelo ocurre en los meses de abril, mayo, junio y julio.